# منيب يونان
منيب أندريا يونان ولد في مدينة القدس بتاريخ 18 أيلول/سبتمبر 1950 لعائلة من نازحي بئر السبع، انتخب عام 2010 كرئيس للإتحاد اللوثري العالمي.

## حياته
درس اللاهوت في معهد لاهوتي في فنلندا بين عامي 1969 و1972، وحصل على درجة الماستر من جامعة هلسنكي، ورسم كراعٍ لوثري عام 1976 في القدس. أوكلت إليه الكثير من المهام في كنيسته فمن راعٍ إلى رئيس سينودس وراعٍ للشباب، كما كان يقوم بالتعليم المسيحي في المدارس اللوثرية. بين عامي 1976 و1979 عمل كراعٍ في مدينة القدس وفي بيت جالا ورام الله. بعدها درس في المدرسة اللاهوتية اللوثرية في شيكاغو وحصل على دكتوراه فخرية من معهد وارتبورغ اللاهوتي في أيوا.
بالإضافة إلى ذلك نشط منيب يونان في الإتحاد اللوثري العالمي منذ عام 1974 حيث تدرج في المهام، فكان عضو في لجنة الشبيبة ومستشار للاتحاد ونائب لرئيس مجلس الأمناء للمعهد المسكوني في ستراسبورغ في فرنسا، ونائب لرئيس قسم الإرساليات والتنمية ورئيساً لمؤتمر رؤساء الكنائس الآسيوية. كما عمل أيضاً مع مجلس كنائس الشرق الأوسط ومجلس الكنائس العالمي ولجنة القدس المسيحية الدولية وغيرها من المؤسسات. وهو كذلك أحد مؤسسي مجلس المؤسسات الدينية في الأراضي المقدسة.
ترأس يونان الكنيسة اللوثرية في الأردن والأراضي المقدسة عام 1998 ليكون ثالث فلسطيني يتبوأ هذا المنصب بعد سلسلة من الرعاة الألمان الذين كانوا قد أسسوا هذه الكنيسة في المنطقة في القرن التاسع عشر. وفي صيف عام 2010 انتخب رئيساً للإتحاد اللوثري العالمي.
حصل عام 2001 على جائزة السلام الفنلندية من حركة السلام المسيحية الفنلندية وعلى جائزة حقوق الإنسان من منظمة الأمم المتحدة في واشنطن. كان يونان أول من ترجم للعربية إقرار أوغسبورغ إحدى الوثائق الرئيسية للكنيسة اللوثرية. كتب الكثير من المقالات عن الكنيسة في منطقة الشرق الأوسط وكان ممثلاً لها في عدة مؤتمرات. ألف كتاب بعنوان الشهادة للسلام يتناول فيه موضوع السلام في بلاده.
المطران منيب يونان متزوج السيدة سعاد يعقوب مديرة مدرسة هيلين كيلير في بيت حنينا التي تعنى بتثقيف الأطفال الذين يعانون من مشاكل بصرية، ولهم ثلاث بنات وهم مقيمين في مدينة القدس.

## مواضيع ذات صلة
- الاتحاد اللوثري العالمي
- باسم نجم